# Pueblonuevo del Guadiana
Pueblonuevo del Guadiana je španělská obec situovaná v provincii Badajoz (autonomní společenství Extremadura).

## Poloha
Obec je vzdálena 14 km od města Montijo, 25 km od města Badajoz a 45 km od Méridy. Patří do okresu Tierra de Badajoz a soudního okresu Badajoz. Obcí prochází silnice EX-209.

## Historie
V roce 2001 čítala obec 673 usedlostí a 2096 obyvatel.